# Perarolo di Cadore
Perarolo di Cadore är en ort och kommun i provinsen Belluno i regionen Veneto i Italien. Kommunen hade 352 invånare (2018).